# الدوري الإسباني الدرجة الثانية ب 2014–15
الدوري الإسباني الدرجة الثانية بي 2014–15 (بالإسبانية: Segunda División B de España 2014-15)‏ هو موسم من الدوري الإسباني الدرجة الثانية بي. فاز فيه ريال أوفييدو.